# Karansi
Karansi ist ein Verwaltungsbezirk (Ward) des Distrikts Siha in der tansanischen Region Kilimandscharo.

## Geografie
Karansi liegt im Nordosten von Tansania zwischen dem Kilimandscharo und dem Mount Meru.
Der Bezirk grenzt im Norden an Miti Mirefu, im Osten an Gararagua und Biriri, im Süden an Makiwaru, Maruvango und Leguruki und im Westen an Ngarenanyuki und Ngabobo. Bei der Volkszählung 2022 lebten 13.816 Menschen in 3196 Haushalten auf einer Fläche von 56 Quadratkilometern.

## Gliederung
Der Bezirk besteht aus sechs Gemeinden (Mtaa) mit 18 Orten (Kitongoji):
| Karansi - Karansi - Miti Mirefu - Mlimani | Kandashi - Karikasha - Soitolomu - Kandashi | Lekrimuni - Likrimuni - Orkong - Orting'a | Ashengai - Ashengai - Mianzini - Ziwani | Mendai - Mendai - Tauka - Ngulelo | Ndinyika - Madukani - Kilimashimba - Ndinyika |

## Wirtschaft und Infrastruktur
- Bildung: In Karansi gibt es zwei weiterführende Schulen.[8] Die Karansi Secondary School[9] ist eine staatliche Schule, die Alcp-Kilasara Secondary School wird von der katholischen Kirche geleitet. Diese wurde 1988 als Sprachschule gegründet, aber 1994 auch wegen Schülermangels geschlossen. Im Jahr 2012 wurde sie als weiterführende Schule mit Internat wieder eröffnet.[10]
- Gesundheit: In den Gemeinden Karansi[11] und Kandashi[12] gibt es je eine staatliche Apotheke.